# Остапівська сотня
Остапівська (Остап'євська) сотня (1648—1782 рр.) — військово-територіальна одиниця Війська Запорозького з центром у м-ку Остап'є. 
Виникла у кінці 1648 як військовий підрозділ Чигиринського полку. Як адміністративну одиницю цього ж полку сотню створено після Зборівської угоди; тоді ж, як військовий підрозділ, вона налічувала 100 козаків. Перебувала у складі Чигиринського полку до 1661, потім в Кременчуцькому полку (1661—1663), і знову — в Чигиринському полку (1663—1667). Після Андрусівської угоди перейшла під юрисдикцію Івана Брюховецького і була включена до складу Полтавського полку. З 1672 до 1782 належала до Миргородського полку. Ліквідована 1782. Територія сотні повністю ввійшла до Голтв'янського повіту Київського намісництва.
Сотники: Махненко Іван (1649), Махнів Яків (1672), Карпенко Степан (1715), Данило Іванович (1715, н.; 1725—1726), Юхименко Ярема (1719—1723, 1725), Базилевський Федір Васильович (1731—1738), Базилевський Григорій Федорович (1738), Базилевський Федір Федорович (1750—1772), Шишка Федір (1739, н.), Базилевський Андрій Федорович (1772—1782).
Населені пункти сотні в 1726—1730 рр.: м-ко Остап'є; села: Запсілля, Зубані, Каленики, Турбаї, Шилівка.
Населені пункти сотні в 1750-х рр.: місто Остап'є; села: Зубані, Каленики, Турбаї, Шилівка; хутір сотника Федора Базилевського.
Джерела:
1. Адміністративно-територіальний устрій Лівобережної України 50-х рр. XVIII ст. Каталог населених пунктів (за матеріалами архівних податкових реєстрів). — К. 1990. — с. 47.
2. Заруба В. М. Адміністративно-територіальний устрій та адміністрація Війська Запорозького у 1648—1782 роках. — Дніпропетровськ: Ліра ЛТД, 2007. — с. 182—183.
3. Хорольщина та навколишні землі в Генеральному слідстві про маєтності 1729—1731 рр.: науково-довідкове видання / укладач Микола Костенко; передмова Павла Сацького. — К., 2014. — с. 91.
4. Ревізія Миргородського полку 1752—1753 рр. / ЦДІАУК, ф. 51, оп. 3, спр. 19350.